# Gordon Riots

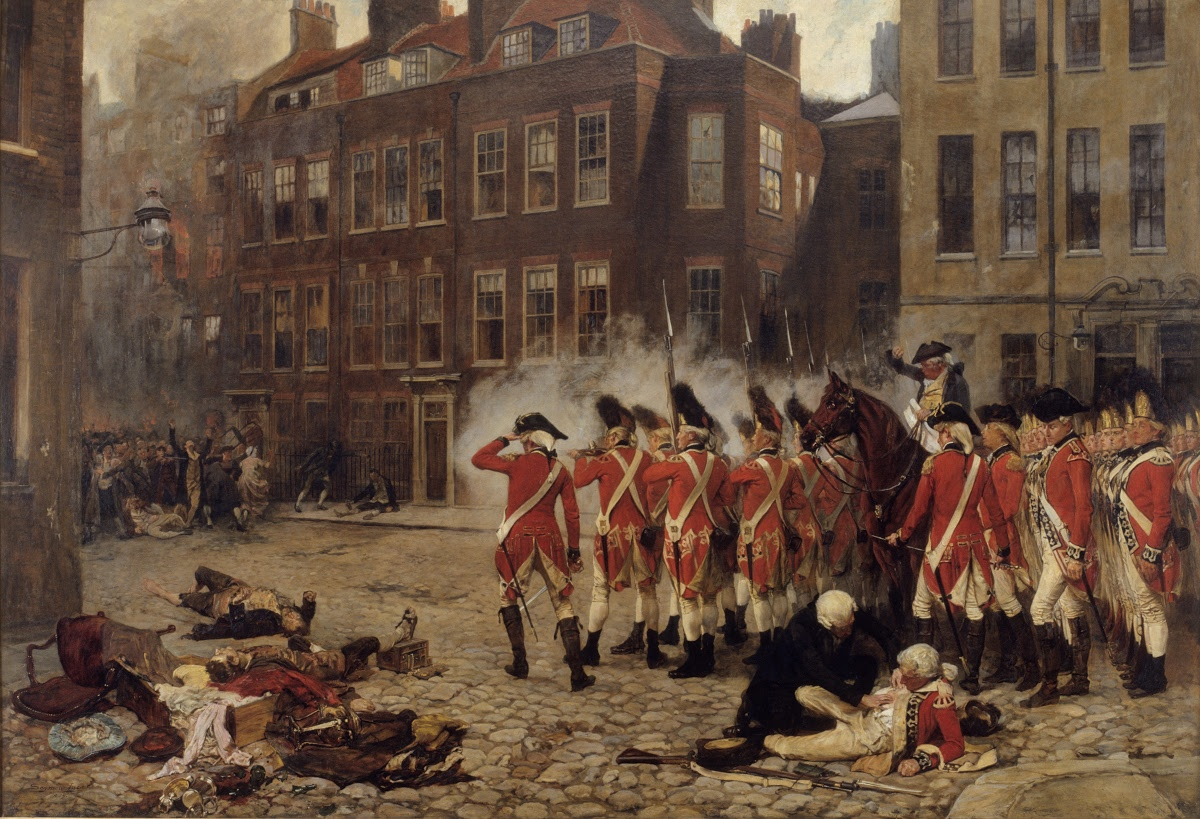
The Gordon Riots, ein Gemälde von John Seymour Lucas (1849–1923) von 1879 (Dauerleihgabe der Art Gallery of New South Wales an den Supreme Court of New South Wales)

Die Gordon Riots (dt. „Gordon-Unruhen“), benannt nach Lord George Gordon, waren Ausschreitungen von Protestanten in London im Juni 1780 gegen ein Katholikenemanzipationsgesetz.

## Hintergründe und Ablauf
1778 wurde der Roman Catholic Relief Act unter der Regierung Georgs III. verabschiedet. Dieses Gesetz erlaubte englischen Katholiken, deren staatsbürgerliche Rechte im Königreich Großbritannien bis dahin sehr stark eingeschränkt waren, in Großbritannien Land zu besitzen, zu erben und der Armee beizutreten, sofern sie einen Eid gegen die Thronansprüche der (katholischen) Stuarts und die Zivilgerichtsbarkeit des Papstes leisteten. Dieses Emanzipationsgesetz kam vor dem Hintergrund des für England ungünstig verlaufenden Amerikanischen Unabhängigkeitskrieges zustande.
Lord George Gordon, der ab 1774 Parlamentsabgeordneter für das rotten borough Ludgershall war, trat ab 1779 als Anführer radikaler protestantischer Vereinigungen hervor. Diese wollten eine Rücknahme des Papists Act 1778 erreichen, dem ersten der Catholic Relief Acts.
Am 2. Juni 1780 führte Lord George Gordon einen Mob, der auf 40.000 bis 60.000 Menschen geschätzt wurde, zu den Houses of Parliament, um eine Petition gegen das Gesetz zu überreichen. Aus der Demonstration entstanden rasch gewaltsame Unruhen. Katholische Kirchen und Haushalte wurden verwüstet, einschließlich der Kapellen einiger Botschaften, wie z. B. die Kapelle der Bayerischen Gesandtschaft in der Warwick Street. Katholiken wurden auf offener Straße überfallen. Die Bank of England wurde ebenso angegriffen, wie das Newgate-Gefängnis, das Fleet-Gefängnis und die Mautstationen der Blackfriars Bridge. Was als „Ausbruch von Glaubenseifer angefangen“ hatte, endete in einer Orgie von „Brandstiftungen, Plünderungen und Trunkenheit“.
Am 8. Juni 1780 notierte die Augenzeugin Susan Burney (* 1755; † 1800), eine jüngere Schwester der Schriftstellerin Frances (Fanny) Burney, in ihr Tagebuch:

‘[...] we heard violent shouts & huzza's from Leicester Fields - & William who went to see what was the matter return'd to tell us the populace had broke in to Sir Geo: Saville's House were then emptying it of its furniture which having piled up in the midst of the square, they forced Sir George's servant to bring them a candle to set fire to it - They would doubtless have set the House itself on fire had not the Horse & Foot Guards prevented them [...]’

„[...] wir hörten ungestüme Schreie & Heissas von Leicester Fields - und William, der erkundet hatte, was denn los sei, kehrte zurück und berichtete uns, daß der Pöbel in Sir Geo: Saville's Haus eingebrochen sei, um es seiner Möbel zu entleeren, die mitten auf dem Platze aufgestapelt wurden, woraufhin der Diener von Sir George gezwungen ward, ihnen eine Kerze herbeizubringen, damit der Haufen angezündet werden konnte - sie hätten zweifelsohne das Haus selbst in Brand gesteckt, hätten sie nicht die Gardekavallerie und die Gardeinfanterie daran gehindert [...]“

Erst ab dem 7. Juni 1780 schritt die Armee ein. Etwa 12.000 Soldaten wurden eingesetzt. Es dauerte 10 Tage, bis die öffentliche Ordnung wiederhergestellt war. 285 Menschen waren getötet worden, 173 ernsthaft verletzt. Der Sachschaden wurde auf ca. 180.000 Pfund geschätzt. Etwa 100 Häuser, darunter das Gefängnis The Clink waren geplündert oder niedergebrannt worden.
Lord Gordon wurde zwar als Anführer der gewalttätigen Ausschreitungen unter der Anklage des Hochverrats verhaftet, jedoch später mit der Begründung freigesprochen, er habe keine verräterischen Absichten gehabt. Seine Anhänger hatten weniger Glück. 52 Rädelsführer wurden verurteilt, davon 25 zum Tode. Der Bürgermeister von London, der Weinhändler Brackley Kennett (* ca. 1713; † 1782), wurde für die Vernachlässigung seiner Pflichten mit einem Bußgeld von 1.000 Pfund bestraft.
Charles Dickens verarbeitete die „Gordon Riots“ in seinem historischen Roman Barnaby Rudge von 1841.

### Geschichtsschreibung
- Anthony Babington: Military intervention in Britain. From the Gordon Riots to the Gibraltar incident. Routledge, London 1990, ISBN 0-415-04374-3.
- John P. De Castro: The Gordon riots. Milford Books, London 1926.
- Ian Haywood, John Seed (Hrsg.): The Gordon Riots: Politics, Culture and Insurrection in Late Eighteenth-Century Britain. Cambridge University Press, Cambridge 2012, ISBN 978-0-521-19542-3.
- Christopher Hibbert: King mob. The story of Lord George Gordon and the riots of 1780 (Sutton history classics). Sutton Books, Stroud 2004, ISBN 0-7509-3726-2 (Nachdr. d. Ausg. London 1958).
- Alexius J. Mills: The History of Riots in London in ... 1780, commonly called the Gordon Riots. Lane Press, London 1883.
- George Rudé: The Gordon Riots. A Study of the Rioters and Their Victims. In: Transactions of the Royal Historical Society. Fifth Series, Jg. 6 (1956), S. 93–114. Nachdruck in: Ders: Paris and London in the eighteenth century. Studies in popular protest. Collins, London 1970, S. 268–292.

### Belletristik
- Charles Dickens: Barnaby Rudge oder Der Glaubenskrieg von London („Barnaby Rudge. A tale of the riots of 'eighty“). Bastei-Lübbe Verlag, Bergisch Gladbach 1997, ISBN 3-404-13841-4 (übersetzt von Paul Heichen; bearbeitet und von Anke Schäfer und Edgar Bracht; mit einem Nachwort von Stefan Bauer).
- Thomas Holcroft: A plain and succinct narrative of the late riots and disturbances in the cities of London and Westminster and borough of Southwark... With an account of the commitment of Lord George Gordon to the Tower, and anecdotes of his life; to which is prefixed an abstract of the act lately passed in favour of the Roman Catholics... Fielding and Walker, London 1780.
- Dorothea Moore: Pamela's Hero. A tale of the Gordon Riots ... Blackie, London 1908.